# Sufajzif
Sufajzif (arab. سفيزف; fr. Sfisef) – jedna z 52 gmin w prowincji Sidi Bu-l-Abbas, w Algierii, znajdująca się w zachodniej części prowincji. Położona jest przy drodze N7 z Sidi Bu-l-Abbas do Mu’askar. W 2008 roku gminę zamieszkiwało 29696 osób. Numer statystyczny gminy w Office National des Statistiques d'Algérie to 2229.